# 白崎村

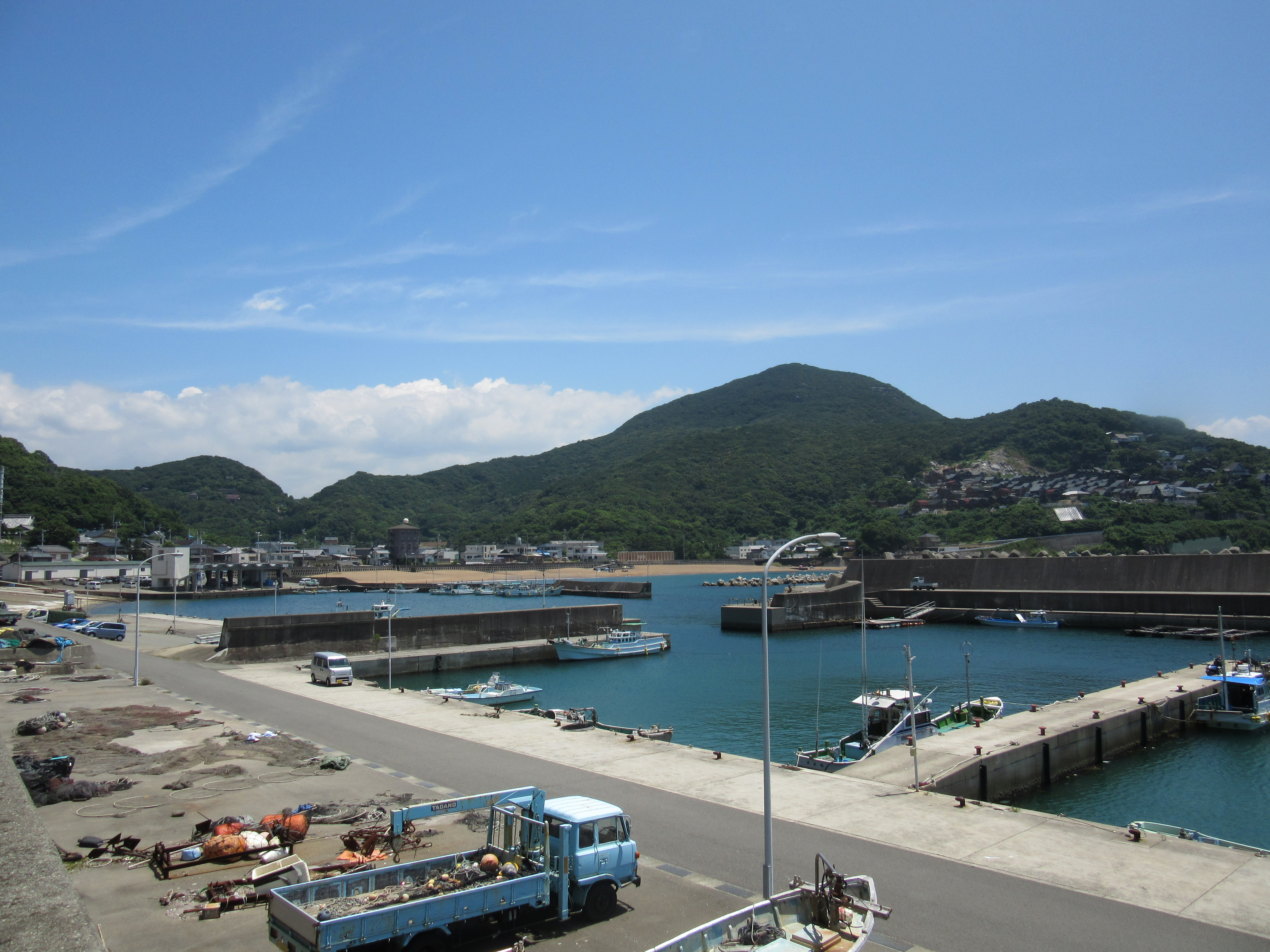
白崎港と重山

白崎村（しらさきむら）は、和歌山県日高郡にあった村。現在の由良町の西部にあたる。

## 地理
- 海洋：紀伊水道
- 島嶼：鹿尾奈島、烟島
- 山岳：黒山、番所山、重山
- 岬：白崎、下山鼻、神谷崎、永井の鼻

## 歴史
- 1889年（明治22年）4月1日 - 町村制の施行により、大引浦・吹井浦・神谷浦の区域をもって発足。
- 1955年（昭和30年）1月1日 - 由良町・衣奈村と合併し、改めて由良町が発足。同日白崎村廃止。